# 航城街道 (福州市)
航城街道是中国福建省福州市长乐区下辖的一个街道，辖区北临闽江。

## 历史沿革
2003年，吴航镇撤销并设立吴航街道和航城街道。

## 行政区划
航城街道共辖3个社区和17个行政村，分别是：
航辉社区、锦辉社区、仁辉社区、丹辉社区、荣辉社区、泮野村、下朱村、霞州村、祥州村、筹岐村、东安村、五竹村、洋屿村、后安村、石龙村、石燕村、里仁村、联村、龙津村、龙门村、琴江村和石屏村。

## 中国传统村落
- 琴江村获评第一批“中国传统村落”。